# ロバート・ワイズ
ロバート・ワイズ（Robert Wise, 本名: Robert Earl Wise, 1914年9月10日 - 2005年9月14日）は、アメリカ合衆国の映画監督・プロデューサー。

## 生涯
インディアナ州ウィンチェスター出身。
映画界におけるキャリアはRKO社の音響効果技師としてスタートした。数年間のキャリアの後、1941年度の『市民ケーン』（オーソン・ウェルズ監督・主演）でアカデミー編集賞にノミネートされる。
1944年のサイコホラー映画『キャット・ピープルの呪い』が監督デビュー作であり、後世カルト映画として高く評価されているサイコホラー『キャット・ピープル』（1942年、ジャック・ターナー監督）の続編であった。
初期のワイズ監督作品は当時のハリウッドの配給システムにおけるB級の作品がほとんどであるが、手堅い手腕を見せる一方で、意欲的なアイデアがしばしば盛り込まれた。1949年に彼が監督したボクシング映画『罠』（ロバート・ライアン主演）は、わずか1時間強の作品ながら、劇中の時間と実際の上映時間を同一進行させる構成で、八百長試合に絡む苛烈なサスペンスを描いた。
1950年代以降も、ミュージカル、サスペンス、SFなど様々なジャンルを手がけ、SF作品『地球の静止する日』、メロドラマ『So Big』などの監督を勤め、スーザン・ヘイワードがアカデミー主演女優賞を獲得したサスペンス映画『私は死にたくない』では、自らもアカデミー監督賞にノミネートされた。
1961年、ジェローム・ロビンズと共同して監督・制作を務めたミュージカル映画『ウエスト・サイド物語』でアカデミー監督賞を受賞、1965年にも『サウンド・オブ・ミュージック』で2度目の監督賞を獲得した。
1970年代の代表作として、『アンドロメダ…』、『ヒンデンブルグ』、『オードリー・ローズ』、『スタートレック』（劇場版第1作）がある。
1989年の『ルーフ・トップ』が監督した最後の劇場公開作となった。SF、ホラーなどのいわゆるジャンル映画の小品からスタートし、次第にミュージカル、史劇、シリアスドラマなどへの大作へと範囲を広げて巨匠へとのぼりつめた先駆だが、功成り名遂げた晩年もなおSF映画へはこだわりを見せていた。
晩年、ワイズは自身の作品のDVD版制作にも深く関わった。また、全米映画監督ギルドや映画芸術科学アカデミーの会長を務め、ハリウッド・ウォーク・オブ・フェームにその名を刻んでいる。
2005年9月14日、UCLAの病院に担ぎ込まれ、心不全で死去した。91歳の誕生日の4日後のことであった。

## 主な作品
- Of Human Bondage（1934年、音響効果編集補佐、クレジットなし）
- The Gay Divorcee（1934年、音響効果編集、クレジットなし）
- Top Hat（1935年、音響効果編集、クレジットなし）
- The Informer（1935年、音響効果編集、クレジットなし）
- The Story of Vernon and Irene Castle（1939年、助監督、クレジットなし）
- Bachelor Mother（1939年、編集）
- 5th Ave Girl（1939年、編集）
- ノートルダムの傴僂男 The Hunchback of Notre Dame（1939年、編集）
- My Favorite Wife（1940年、編集）
- Dance, Girl, Dance（1940年、編集）
- 市民ケーン Citizen Kane（1941年、編集）
- The Devil and Daniel Webster（1941年、編集）
- 偉大なるアンバーソン家の人々 The Magnificent Ambersons（1942年、編集）
- Seven Days' Leave（1942年、編集）
- Bombardier（1943年、編集）
- The Fallen Sparrow（1943年、編集）
- The Iron Major（1943年、編集）
- Action in Arabia（1944年、セカンドユニット監督、クレジットなし）
- キャット・ピープルの呪い The Curse of the Cat People（1944年）
- フィフィ嬢 Mademoiselle Fifi（1944年）
- 死体を売る男 The Body Snatcher（1945年）
- 恐怖の島 A Game of Death（1946年）
- Criminal Court（1946年）
- 生まれながらの殺し屋 Born to Kill（1947年）
- 月下の銃声 Blood on the Moon（1948年）
- Mystery in Mexico（1948年）
- 罠 The Set-Up（1949年）
- 三人の秘密 Three Secrets（1950年）
- 西部の二国旗 Two Flags West（1950年）
- 地球の静止する日 The Day the Earth Stood Still（1951年）
- The House on Telegraph Hill（1951年）
- Something for the Birds（1952年）
- 捕らわれの街 The Captive City（1952年）
- 砂漠の鼡 The Desert Rats（1953年）
- Destination Gobi（1953年）
- So Big（1953年）
- 重役室 Executive Suite（1954年）
- トロイのヘレン Helen of Troy（1955年）
- 傷だらけの栄光 Somebody Up There Likes Me（1956年）
- 悪人への貢物 Tribute to a Bad Man（1956年）
- This Could Be the Night（1957年）
- Until They Sail（1957年）
- 深く静かに潜航せよ Run Silent Run Deep（1958年）
- 私は死にたくない I Want to Live!（1958年）
- 拳銃の報酬 Odds Against Tomorrow（1959年、監督・製作）
- ウエスト・サイド物語 West Side Story（1961年、監督・製作）
- すれちがいの街角 Two for the Seesaw（1962年）
- たたり The Haunting（1963年、監督・製作）
- サウンド・オブ・ミュージック The Sound of Music（1965年、監督・製作）
- 砲艦サンパブロ The Sand Pebbles（1966年、監督・製作・脚本）
- スター! Star!（1968年）
- アンドロメダ… The Andromeda Strain（1971年、監督・製作）
- ふたり Two People（1973年、監督・製作）
- ヒンデンブルグ The Hindenburg（1975年）
- オードリー・ローズ Audrey Rose（1977年）
- スタートレック Star Trek: The Motion Picture（1979年）
- ウィズダム/夢のかけら Wisdom（1987年、製作総指揮）
- ルーフ・トップ Rooftops（1989年）
- ある夏の日 A Storm in Summer（2000年）テレビ映画

## 受賞とノミネート
| 賞           | 年   | 部門                        | 作品                             | 結果       |
| ------------ | ---- | --------------------------- | -------------------------------- | ---------- |
| アカデミー賞 | 1941 | 編集賞                      | 『市民ケーン』                   | ノミネート |
| アカデミー賞 | 1958 | 監督賞                      | 『私は死にたくない』             | ノミネート |
| アカデミー賞 | 1961 | 作品賞                      | 『ウエスト・サイド物語』         | 受賞       |
| アカデミー賞 | 1961 | 監督賞                      | 『ウエスト・サイド物語』         | 受賞       |
| アカデミー賞 | 1965 | 作品賞                      | 『サウンド・オブ・ミュージック』 | 受賞       |
| アカデミー賞 | 1965 | 監督賞                      | 『サウンド・オブ・ミュージック』 | 受賞       |
| アカデミー賞 | 1966 | 作品賞                      | 『砲艦サンパブロ』               | ノミネート |
| アカデミー賞 | 1966 | アービング・G・タルバーグ賞 | N/A                              | 受賞       |